# Jessica Lowndes
Jessica Marie Lowndes (* 8. November 1988 in Vancouver, British Columbia) ist eine kanadische Schauspielerin und Sängerin.

## Leben
Zwischen 2005 und 2008 trat Lowndes in verschiedenen Neben- und Gastrollen in Fernsehfilmen und Serien auf und stand 2008 für eine Hauptrolle in Autopsy vor der Kamera. Von 2009 bis 2013 gehörte sie zur Hauptbesetzung der Fernsehserie 90210, in der sie seit 2008 auftrat. 2012 stand sie für den Horror-Musicalfilm The Devil's Carnival vor der Kamera und sang im Film den Song In All My Dreams I Drown, ein Duett mit Terrance Zdunich.
Bis März 2013 war Lowndes mit dem ehemaligen US-Sportprofi Jeremy Bloom liiert.

## Filmografie (Auswahl)
- 2005: Saving Milly (Fernsehfilm)
- 2005: Masters of Horror (Fernsehserie, Folge 1x03)
- 2006: Alice, I Think (Fernsehserie, 2 Folgen)
- 2006: Kyle XY (Fernsehserie, Folge 1x08)
- 2006: To Have and to Hold
- 2008: Pretty / Handsome
- 2008: Autopsy
- 2008: Greek (Fernsehserie, 6 Folgen)
- 2008: Molly Hartley – Die Tochter des Satans (The Haunting of Molly Hartley)
- 2008: Chinese Guys (Fernsehserie, Folge 1x03)
- 2008–2013: 90210 (Fernsehserie, 114 Folgen)
- 2010: Altitude – Tödliche Höhe (Altitude)
- 2012: A Mothers Nightmare
- 2012: The Devil’s Carnival
- 2014: The Prince – Only God Forgives (The Prince)
- 2014: Eden – Überleben um jeden Preis (Eden)
- 2015: Motive (Fernsehserie, Folge 3x01)
- 2015: Hawaii Five-0 (Fernsehserie, Folge 5x17)
- 2015: Die perfekte Weihnachtshochzeit (Merry Matrimony, Fernsehfilm)
- 2015: Larry Gaye: Renegade Male Flight Attendant
- 2015: A Deadly Adoption (Fernsehfilm)
- 2016: Abattoir – Er erwartet dich! (Abattoir)
- 2016: A December Bride (Fernsehfilm)
- 2017: Der magische Weihnachtsschmuck (Magical Christmas Ornaments, Fernsehfilm)
- 2018: Yes I Do (For Today I Do)
- 2018: A Father's Nightmare (Fernsehfilm)
- 2018: Christmas at Pemberley Manor (Fernsehfilm)
- 2019: Over the Moon in Love (Fernsehfilm, auch Drehbuch)
- 2019: Rediscovering Christmas (Fernsehfilm)
- 2020: Too Close For Christmas (Fernsehfilm)
- 2021: Mix Up in the Mediterranean (Fernsehfilm)
- 2021: Colors of Love
- 2021: Kite Festival of Love (Fernsehfilm)
- 2021: Angel Falls Christmas (Fernsehfilm)
- 2022: Harmony from the Heart (Fernsehfilm, auch Drehbuch)
- 2022: I'm Glad It's Christmas (Fernsehfilm)
- 2023: Deadly Midwife
- 2023: A Harvest Homecoming (Fernsehfilm)
- 2024: A Stranger's Child
- 2024: Renovation Romance (Fernsehfilm)
- 2024: Happy Howlidays (Fernsehfilm)

## Diskografie

### Singles
- 2010: Falling in Love (feat. Ironik)
- 2011: Undone (featuring Jérémy Amelin)
- 2011: Fool
- 2011: I Wish I Was Gay
- 2012: Nothing Like This
- 2014: Silicone in Stereo